# Viroflay
Viroflay là một xã trong vùng hành chính Île-de-France, thuộc tỉnh Yvelines, quận Versailles, tổng Viroflay. Tọa độ địa lý của xã là 48° 48' vĩ độ bắc, 02° 12' kinh độ đông. Viroflay nằm trên độ cao trung bình là 115 mét trên mực nước biển, có điểm thấp nhất là 92 mét và điểm cao nhất là 176 mét. Xã có diện tích 3,49 km², dân số vào thời điểm 1999 là 15.322 người; mật độ dân số là 4.359 người/km².

## Các thành phố kết nghĩa
- Hassloch, Đức
- Bracciano, Ý
- Kolokani, Mali
- Carcavelos, Bồ Đào Nha